# Gli Schwartz
Gli Schwartz è un romanzo di Mattew Sharpe, che fondamentalmente narra di una famiglia ebrea col padre in coma, la madre Lila - che aveva già divorziato da lui - scappata all'Ovest, e due figli adolescenti, Chris sessuomane senza fortuna e Cathy in preda a una conversione mistica verso il cattolicesimo. A loro si aggiungono una serie di comprimari le cui vicende si intrecciano tra di loro e con gli Schwartz, con battute a volte fulminanti e uno spaccato di vita nella provincia dell'Est statunitense. Da menzionare Frank Dial, un giovane afro-americano che scrive un quaderno di tutte le cose che odia.
Lo stile è piuttosto particolare, con una serie di capitoli molto brevi, un continuo cambiare di punto di vista a seconda del personaggio che in quel momento è il centro dell'attenzione.

## Edizioni
- Matthew Sharpe, Gli Schwartz, traduzione di Matteo Colombo, collana Stile Libero Big, Einaudi, 2005,  p. 300, ISBN 88-06-17286-7.